# أبيولا فيليكس إيروكو
أبيولا فيليكس إيروكو (1946 - 13 نوفمبر 2020)، هو مؤرخ بنيني وأستاذ جامعي. غالبًا ما كتب عن موضوع العبودية في إفريقيا.